# Трахеостомія
Трахеостомія — хірургічна операція, що полягає у розтині передньої стінки трахеї (трахеотомія) з подальшим уведенням до неї спеціальної трубки або утворенням постійного отвору (стоми). Виконується для відновлення дихання, а також проведення різних діагностичних і лікувальних маніпуляцій в трахеї та бронхах.

## Історія
Операція трахеостомії відома ще з часів Гіпократа і Галена, як найшвидша допомога при асфіксії. Але перші операції закінчувалися невдачею. Лише у 1546 році італійський лікар Антоніо Муса Брасавола провів першу успішну трахеотомію у хворого з абсцесом гортані.